# Fukuisaurus
Fukuisaurus là một chi khủng long, được Kobayashi & Azuma mô tả khoa học năm 2003.